# Art mesopotàmic

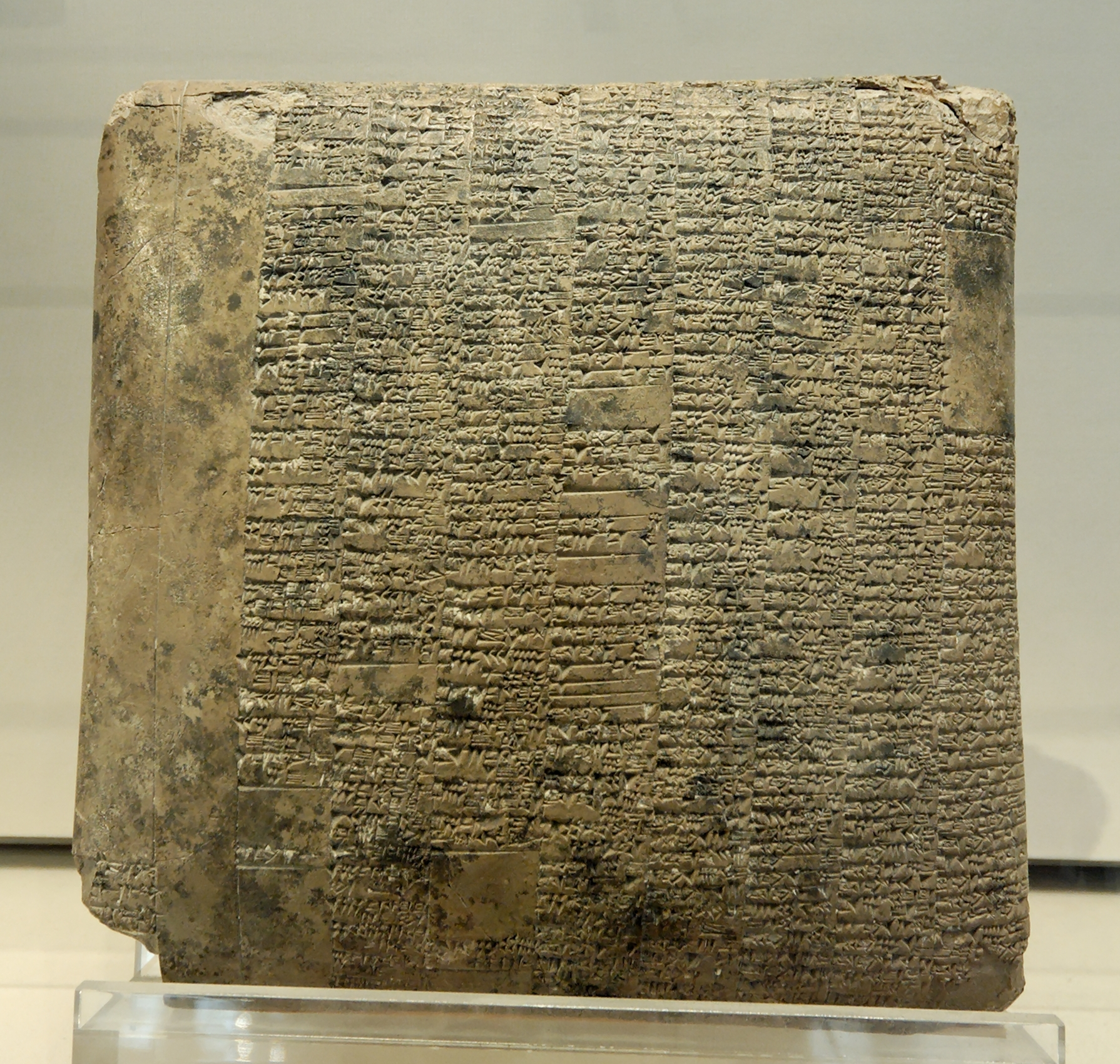
Tauleta de comptabilitat de cap a 2040 aC. d'Ur.

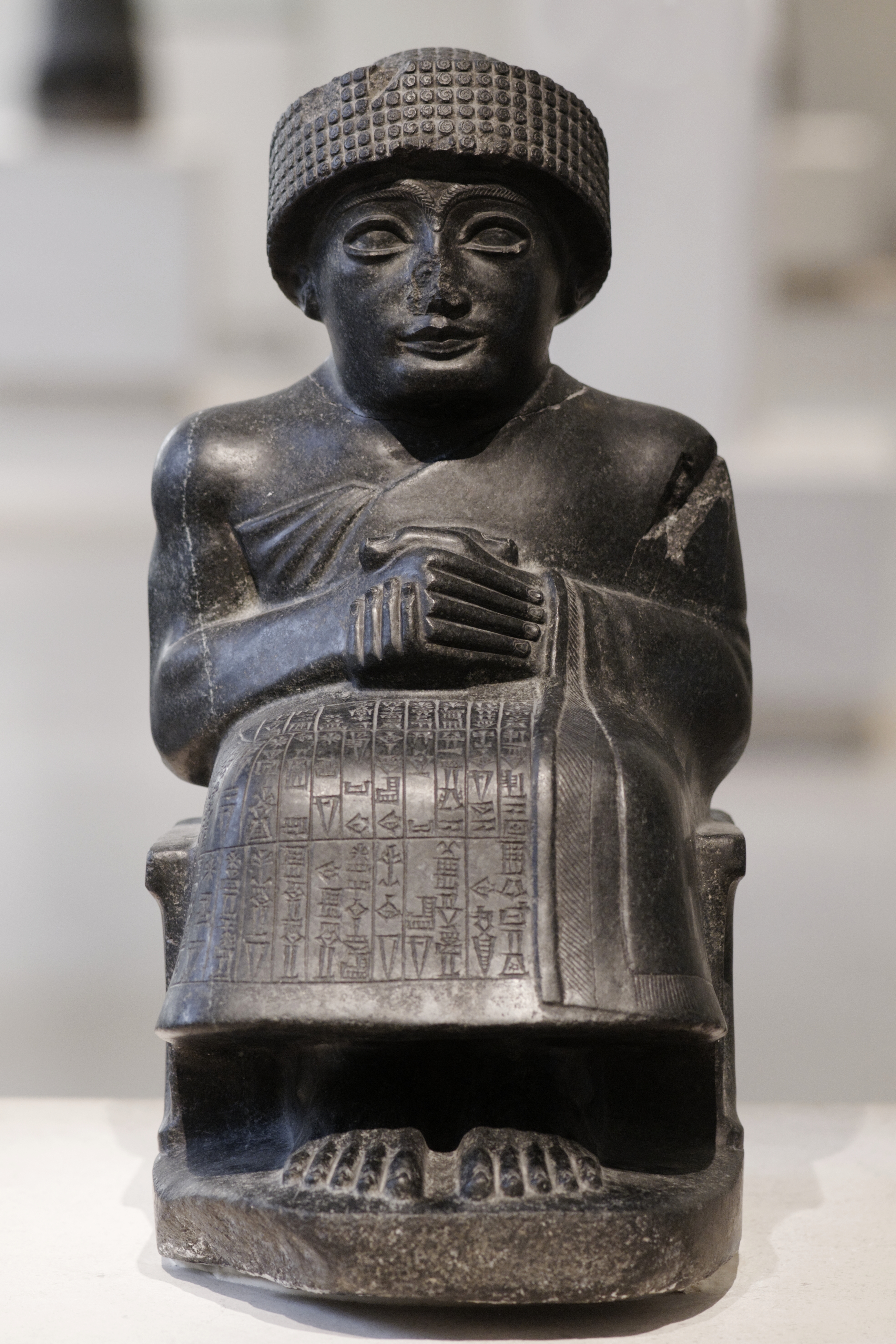
Estàtua sedent del príncep Gudea obra sumèria de diorita de Gudea, príncep de Lagash, de cap a 2.120 aC.

L'art de Mesopotàmia s'origina des de l'edat de Bronze a les cultures de Sumer, Imperis Accadi Babiloni i Assiri. Aquests imperis en l'edat de ferro van ser substituïts pels imperis neo assiris i neo babilònics. El període s'allarga aproximadament entre el segle xxiii aC i el segle vi aC.
Mesopotàmia és considerada el bressol de la civilització i entre els seus desenvolupaments culturals més significatius es troben els primers exemples d'escriptura i la construcció de temples a gran escala.
Els pobles mesopotàmics indígenes sumeris i accadis (incloent assiris i babilonis) dominaren Mesopotàmia fins a la caiguda de Babilònia l'any 539 aC.

## Geografia
A les terres de l'Eufrates i el Tigris es van desenvolupar dues civilitzacions de fonaments diferents que van suscitar unes manifestacions artístiques de valors oposats.
- Al sud, a la vall baixa d'ambdós rius, des de l'any 3000 aC, les regions de Sumer i Accad van ser un lloc de pas i la llar d'una civilització urbana, la de les ciutats-temple, que finalment es van unir en els imperis babilònics.
- Al nord, un territori menys accessible a la vall alta del Tigris, Assur, s'hi va establir un poble guerrer no gaire dúctil a les influències externes i que diverses vegades va baixar cap a les baixes terres fèrtils d'Accad per tal de sotmetre'n els habitants.

Aquest contrast s'havia de reflectir a l'art. Els sumeris i els accadis van construir temples; els assiris, palaus fortalesa; l'escultura sumèria i la babilònica retien culte als reis pacífics, que tenien com atributs rotlles amb lleis o plànols; els assiris es retrataven amb tralles o fuets i als relleus hi representaven escenes de conquesta i submissió de pobles.

## Edificis rellevants

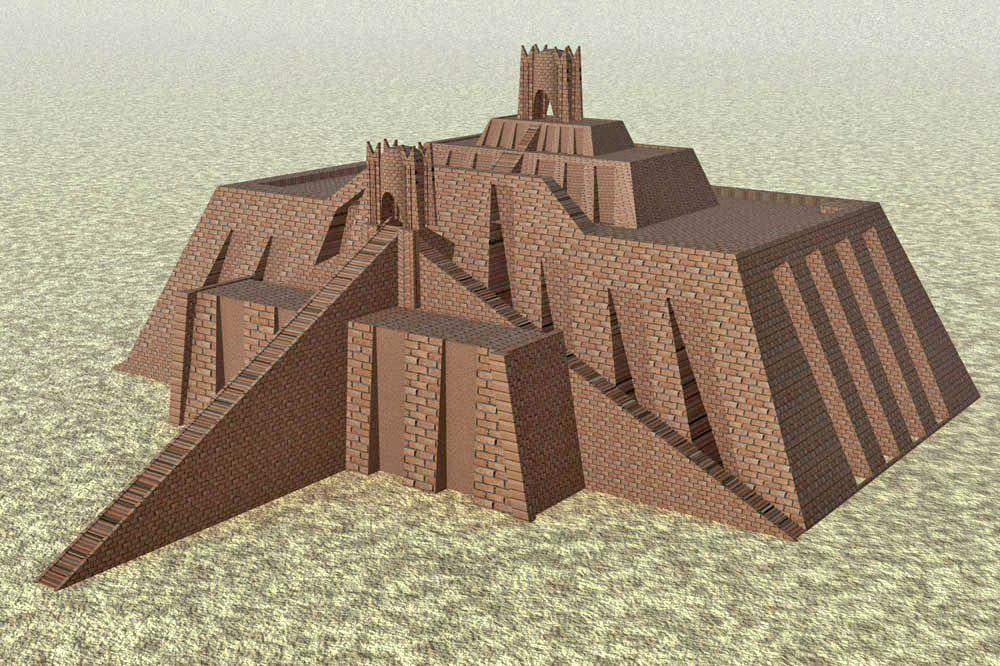
Reconstrucció d'un ziggurat, basat en la reconstrucció de 1939 feta per Woolley (vol. V, fig. 1.4)

A les ciutats que eren governades per sacerdots les construccions sagrades hi van assolir una extensió sense precedents.
1. El temple, no era un edifici, sinó una petita ciutat, amb places, sectors d'habitatges, pisos on s'accedia per unes rampes i una torre esglaonada molt lata, anomenada ziggurat, que va contribuir a resoldre el problema de l'apilonament de diverses plantes.

1. Els palaus també eren gegantins i estaven disposats entorn d'un pati: el de Mari té 260 habitacions, moltes amb frescos que ens mostren escenes de la vida quotidiana, i el de Lagaix, reconstruït per Gudea, té uns salons molt grans.

Els pobles successius que van dominar l'espai mesopòtàmic no van aportar a l'arquitectura cap diferència a les construccions sumèries.

## Elements de l'arquitectura
Un dels descobriments més importants de la història de l'arquitectura és l'arc. Els constructors mesopotàmics tenien dues mancances, la fusta i la pedra, i havien de fer servir el seu enginy per resoldre aquest problema. L'únic material de què disposaven era el fang, amb el qual podien elaborar petites peces (toves i maons), però com que tenien poc volum i poca consistència no permetien fer arquitraus. Per això els havien de col·locar en una disposició radial, que, sorprenentment representava una solidesa més gran que no pas la disposició horitzontal de grans pedres, havia nascut l'arc. I, amb aquest, la volta realitzada a partir d'anar adossant sèries d'arcs. Tot i que el temps ha reduït aquestes construccions de fang, no hem d'oblidar la transcendència que va tenir aquest descobriment.

## Art sumeri
L'art sumeri és la tendència més antiga de l'art desenvolupat a Mesopotàmia.
L'arquitectura de Sumer ha produït un edifici característic: el ziggurat una torre-temple creada en la dinastia III d'Ur (2113-2006aC).

## Escultura
L'escultura no és gaire significativa, tret de la de Gudea de Lagash. Per contra, el relleu mesopotàmic és excel·lent (Estela dels voltors).

## Art babiloni
L'art babiloni es desenvolupà geogràficament a l'Orient mitjà a la meitat sud de Mesopotàmia (on actualment es troba Iraq).
Cronològicament es considera que l'art babiloni pròpiament dit comença cap a l'any 1800 aC amb la dinastia I de Babilònia arribant fins a la conquesta àrab del segle VII.
Amb anterioritat, a la regió mesopotàmica, ja hi va haver art en la prehistòria i ja en temps històrics, des de 2700 aC., la de Sumer i d'Accad. La ciutat de Babilònia que fins aleshores no va tenir cap paper destacat emergí amb força una vegada s'hi establí la dinastia amorita. El rei Hammurabi (1792-50 aC), unificà el país, a partir d'aleshores anomenat Babilònia en sentit estricte.

## Materials
Els materials emprats en la construcció d'edificis era majoritàriament la tova (maó de fang o argila assecat només al sol). També van coure l'argila per obtenir terracota amb la qual realitzaren ceràmica, escultures i tauletes per a l'escriptura cuneiforme. La fusta també es feia servir però se n'han conservat pocs exemplars. Per a fer escultures feien servir basalt, arenisca, diorita i alabastre. Entre els metalls s'usaven el bronze, el coure, l'or i la plata, així com nacre i pedres precioses per als detalls. En els seus segells cilíndrics feren servir pedres de tota mena com lapislàtzuli, jaspi, cornalina, alabastre, hematites serpentina i esteatita. Alguns d'aquests materials havien de ser importats.

## Períodes de l'art babiloni
- Període paleobabilònic: Palau de Mari
- Primera dinastia:Codi de Hammurabi.
- Període cassita: Dur Kurigalzu, Kudurru (com la pedra Michaux) Els kudurrus eren blocs de pedres, generalment de diorita negra, que tenien per objecte delimitat les finques i que es guardaven en els temples. Descriuen els límits de les propietats i on es trobaven les termes amb invocació als déus i terribles conjurs per qui gosés alterar-les. S'hi representaven els déus o els seus animals simbòlics.
- Període neobabilònic: Reconstrucció de la ciutat de Babilònia, jardins penjants i zigurat Etemananki, Porta d'Ixtar.